# Berkel en Rodenrijs

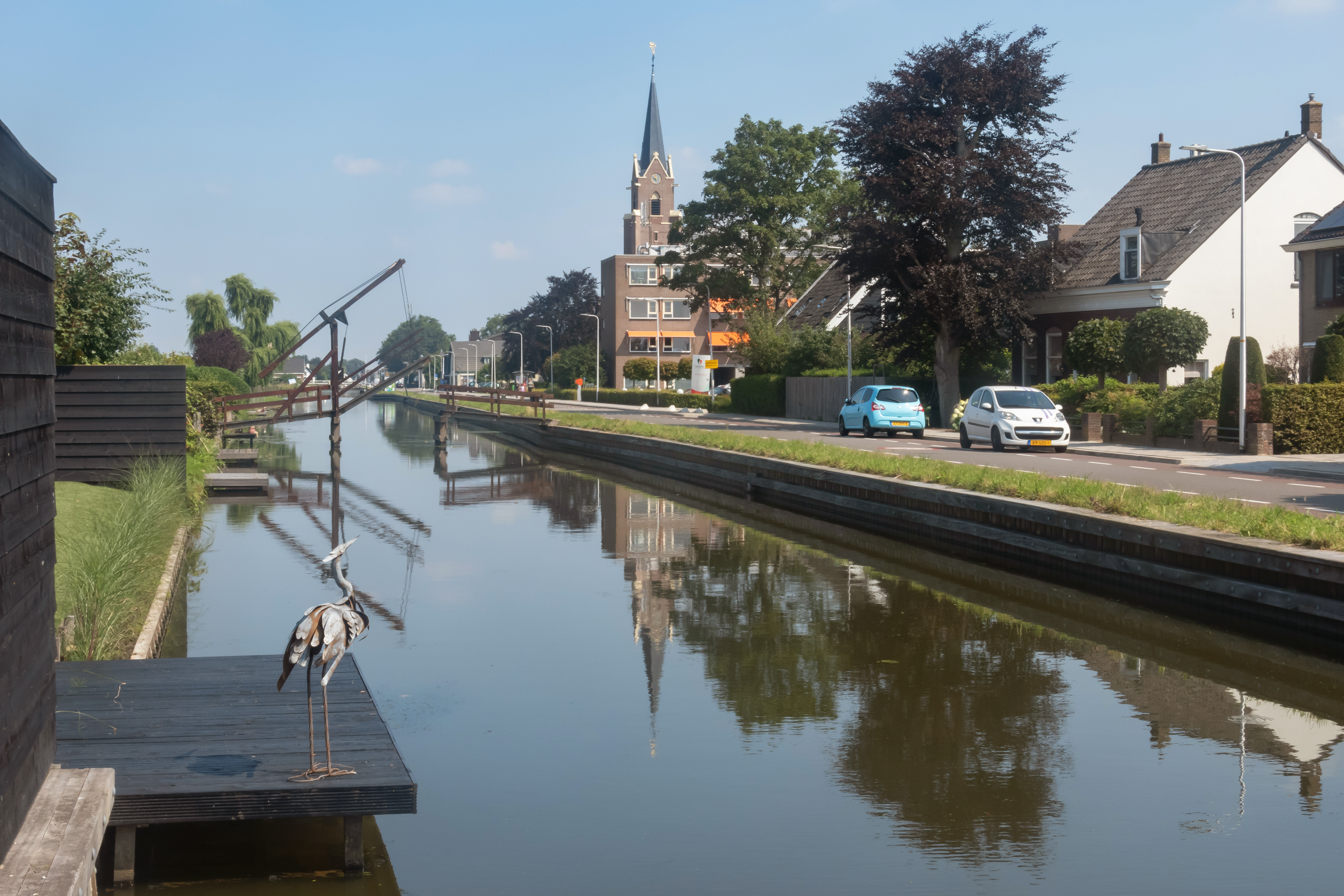
Vliet langs Noordeindeseweg met de Onze Lieve Vrouw Geboortekerk op de achtergrond

Berkel en Rodenrijs (uitspraakⓘ) is een plaats en een voormalige ambachtsheerlijkheid en gemeente in de Nederlandse provincie Zuid-Holland. Op 1 januari 2007 is de gemeente Berkel en Rodenrijs samengegaan met de gemeenten Bergschenhoek en Bleiswijk in de nieuwe gemeente Lansingerland. De plaats Berkel en Rodenrijs telt 33.445 inwoners (1 januari 2023).

## Geschiedenis

### Vervening en plassen
In Berkel en Rodenrijs begint de vervening ten noorden en ten zuiden van de dorpskern van Berkel. Op de kaart van Cruquius is te zien dat aan het begin van de achttiende eeuw het gebied ten noorden van de dorpskern van Berkel vrijwel geheel is ontveend. De turf werd met scheepjes via de kanalen naar de steden getransporteerd. Door vervening en door afkalving werden de legakkers steeds kleiner. Petgaten groeiden aaneen tot grote veenplassen. Rond 1750 kwamen Rodenrijs, Berkel en Noordeinde aan de rand van, of soms tussen de plassen te liggen. De dorpen, dijken en polderkaden werden door het water bedreigd.

### Eerste droogmakerijen
Eind achttiende eeuw werd de situatie in Berkel en Rodenrijs gevaarlijk. Het dorpsbestuur besloot daarom actie te ondernemen en de plassen droog te leggen. De windmolen was hierbij een onmisbaar hulpmiddel. Zeven nieuwe molens kwamen in bedrijf. Als eerst werden de Noordpolder, de Westpolder en de Zuidpolder drooggelegd (1774-1777). De drooggevallen bodem van de plassen werd vervolgens opnieuw ingedeeld. De oude, soms onregelmatige verkaveling werd vervangen door strakke rechthoekige kavels. De vruchtbare grond in de droogmakerijen bracht een periode van grote bloei voor de boeren.

### Nieuwe plassen en droogmakerijen
Tegelijk met de droogmaking van de Noordpolder, Westpolder en Zuidpolder ontstonden door de voortgaande vervening aan de westzijde van de Rodenrijse- en Noordeindseweg nieuwe plassen. Die verveningen vonden vanuit verschillende wegen tegelijk plaats en bovendien vanuit de oevers van het Westmeer en het Oostmeer, maar ze hielden halt aan de rand van enkele kleiplateaus. Kleigrond is in tegenstelling tot veen ongeschikt als brandstof. Het Oude Land en de Kleihoogt vormden grillige schiereilanden, omgeven door een verbrokkeld patroon van kleine plassen. In de negentiende eeuw werden in tien jaar tijd de laatste veenplassen drooggemalen: de Nieuwe Rodenrijse Droogmakerij (1844-1848), de Oostmeerpolder (1848), de Bergboezem (1854) en de Polder Oude Leede (1855). Hierbij deden stoomgemalen dienst. Doordat de plassen verbrokkeld en grillig waren, vertonen deze nieuwe droogmakerijen niet zo’n regelmatig verkavelingspatroon als de oude droogmakerijen. Iedere droogmaking kreeg eigen ontsluitingswegen.

### Groente en fruit
In de grote steden groeide intussen de behoefte aan tuinbouwproducten. Rond 1880 kwam de verbouw daarvan op gang. Gunstige factoren hiervoor waren de vruchtbare bodem, een goede infrastructuur (vaarwater) en de nabijheid van afzetmarkten. Vanwege de belangrijke vervoersfunctie vestigden de tuinders zich aan de vaarten langs de Rodenrijse-, Noordeindse- en Klapwijkseweg. Na 1900 trad een aanzienlijke professionalisering op. Door de productie te vergroten kon beter worden ingespeeld op de vraag. Wat als koudegrondteelt was begonnen ontwikkelde zich tot teelt onder platglas en in koude kassen. Vanaf de jaren twintig van de 20e eeuw werd gebruikgemaakt van warenhuizen, die in toenemende mate kunstmatig verwarmd werden. Door de groeiende tuinbouw vestigden zich hier tussen 1890-1910 arbeiders vanuit de Zuid-Hollandse eilanden, Noord-Brabant en Utrecht. Vooral langs de Zuidersingel werden kleine complexen eenvoudige arbeiderswoningen gebouwd. In Rodenrijs werd bij het station een groenteveiling met haven gevestigd, tuinbouwproducten werden aangevoerd per boot en afgevoerd per trein.

### Begin van de suburbanisatie
Met de aanleg van de Hofplein-spoorlijn (waarop nu RandstadRail metrolijn E wordt geëxploiteerd) in 1908 verscheen ook de eerste verstedelijking in de regio. Stedelingen werden door het spoor gestimuleerd om zich in de omliggende dorpen te vestigen, en dan vooral rond de nieuwe stations en bij de bestaande dorpskernen. In Berkel en Rodenrijs bleef nieuwe bebouwing beperkt tot de omgeving van station Rodenrijs. Een eerste wat grootschaliger uitbreiding vond plaats in de jaren twintig langs de Rodenrijseweg, met een reeks vrijstaande en geschakelde middenstandswoningen.

### Berkelveld
Rond 1950 ontdekte de Nederlandse Aardolie Maatschappij (NAM) olie in het Berkelveld in Berkel en Rodenrijs. In 1953 sloeg het er eerste drie putten, Berkel 1 tot en met 3. De opgepompte olie werd met tankwagens via het pompstation Vlaardingen naar de Shell raffinaderij in Pernis gebracht. Deze winning stopte omstreeks 1996/1997. De NAM heeft kort tijd daarna de pijpen verwijderd, de putten afgesloten en het terrein teruggebracht in oorspronkelijke staat. In 1984 ontwikkelde de NAM nog Berkel-4, ze boorde op deze locatie 25 putten. Met jaknikkers werd tot 2013 olie opgepompt uit een aardlaag die zo’n 1.400 meter diep ligt. Het huurcontract liep tot 2018 en de gemeente wilde het niet verlengen, alle nog aanwezige installaties dienden te worden verwijderd. De aardolieputten werden daarop afgeplugd en de jaknikkers werden verwijderd. Als een van de laatst werkende jaknikkers in Nederland, werd Jaknikker BRK-10 uit het aangrenzende Schiebroek in 2014 opgesteld in het Nederlands Openluchtmuseum.

### Voormalige gemeente
De gemeente had een oppervlakte van 18,90 km² en telde in juli 2006 20.189 inwoners. Binnen de gemeentegrenzen lagen geen andere kernen.
Het laatste college van Berkel en Rodenrijs werd gevormd door de VVD, de ChristenUnie en de PvdA.
De laatste gemeenteraad was als volgt samengesteld:
- CDA – 7 zetels
- VVD – 4 zetels
- ChristenUnie – 3 zetels
- PvdA – 3 zetels

## Activiteiten

### Sport
In Berkel en Rodenrijs zijn de volgende sportclubs actief:
- een schaakvereniging (3 Torens)
- twee voetbalclubs; T.O.G.B. (Tot Ons Genoegen Berkel) en CVV Berkel (christelijke voetbalvereniging)
- een handbalvereniging (T.O.G.B. Handbal)
- een basketbalvereniging (B.V. Squirrels)
- een hockeyvereniging (HBR, Hockeyvereniging Berkel en Rodenrijs)
- twee tennisverenigingen A.T.V. Berkenrode (Algemene Tennis Vereniging) en T.O.G.B. (Tot Ons Genoegen Berkel).
- een tafeltennisvereniging die ook een darts- en Jeu de Boulesvereniging heeft onder de naam T.O.G.B, deze spelen alle in gebouw "Den Opper" op het Hoge Land
- een badmintonvereniging (BBV PIP, Berkelse Badmintonvereniging PIP)
- een volleybalvereniging (Volley2b)
- een zwemvereniging (De Watervogels)

### Muziek
De muziekvereniging in Berkel en Rodenrijs is Helicon. Deze vereniging kent twee afdelingen: leerlingenorkest en harmonieorkest. De muziekschool voor Berkel en Rodenrijs is gesitueerd in het Polderhuis te Bergschenhoek. Ook is er een muziekpodium, genaamd Rotonde, gelegen op Het Hoge Land. Hier treden bands uit de regio op, maar ook uit de rest van Nederland en België en Duitsland.

### Speeltuin De Kievit
Speeltuin De Kievit werd in 1953 opgericht op de locatie van de Jozefschool (nu de Wilgenhoek). In 1960 verhuisde de speeltuin naar de Wilgenlaan. Op het terrein bevinden zich een dierenverblijf, een grote variatie aan speeltoestellen en twee buitenzwembaden. Er zijn ongeveer 1600 gezinnen lid van de speeltuin.

### Lions Club Berkel en Rodenrijs
Lions Club Berkel en Rodenrijs is een charitatieve sociale club die werd opgericht in 1984. Ze is onderdeel van de wereldwijde associatie Lions International. De club steunt lokale activiteiten. Dat kan door bijdragen in natura, waarbij de clubleden de handen uit de mouwen steken, of door allerlei manieren van fondsenwerving.

## Media
Berkel en Rodenrijs wordt bediend door de lokale omroep: RTV Lansingerland. Daarnaast zijn er twee weekbladen, namelijk De Heraut en Hart van Lansingerland. De 3B-Krant is opgegaan in Hart van Lansingerland. Ook is er een actuele nieuwswebsite 112Lansingerland met actueel 112-nieuws uit de gemeente Lansingerland.

## Verkeer en vervoer

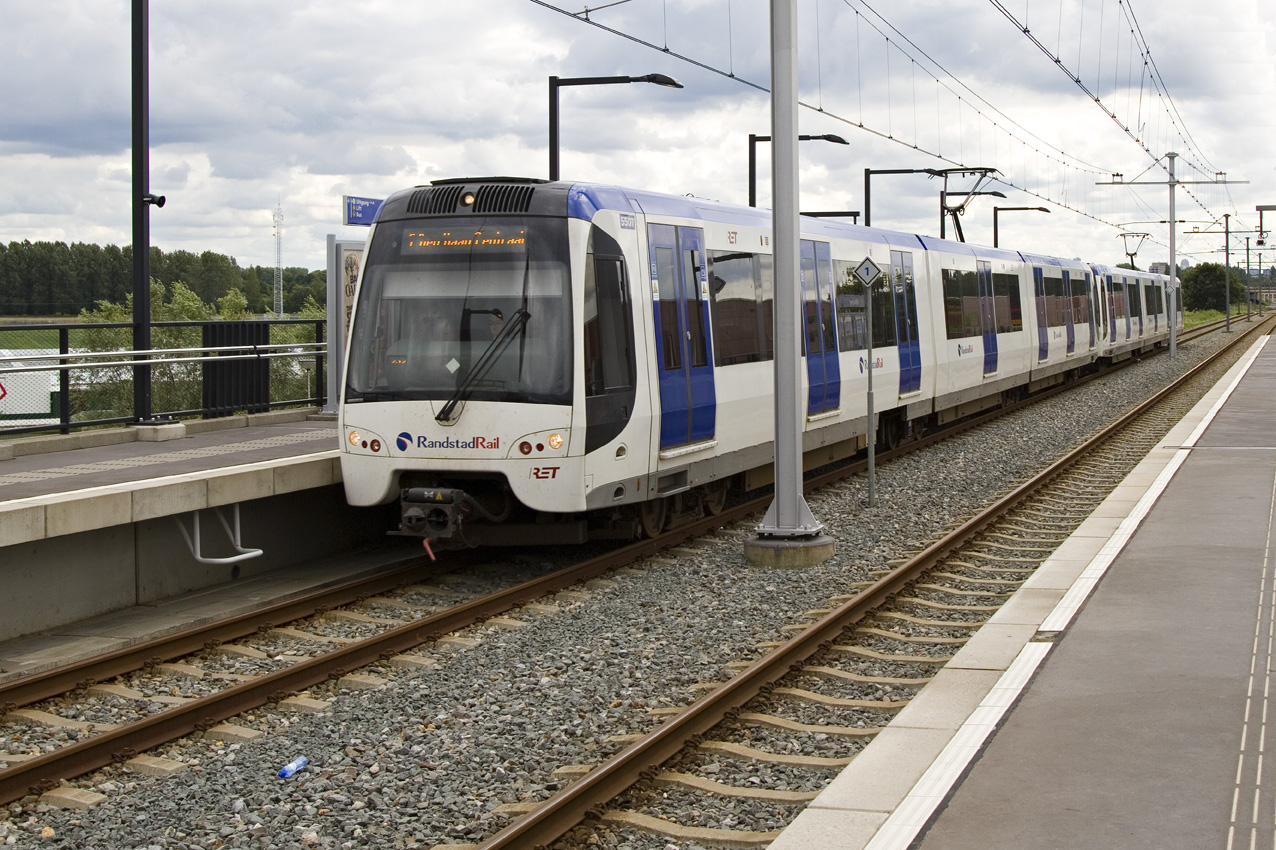
Metrostation Rodenrijs

De plaats is aangesloten op het netwerk van RandstadRail door de metrostations Rodenrijs met aansluiting op de ZoRo-bus naar Zoetermeer en Berkel Westpolder. Deze metrolijn verbindt Rotterdam met Den Haag. Via de weg is Berkel en Rodenrijs bereikbaar via de N209, de N470 en de N471.

## Bekende personen uit Berkel en Rodenrijs
- Johan van Oldenbarnevelt (1547-1619), raadpensionaris[3]
- Annie M.G. Schmidt (1911-1995), auteur
- Jan Blaauw (1928-2020), publicist en hoofdcommissaris[3]
- Phil Bloom (1945), kunstenares
- Eimert van Middelkoop (1949), politicus
- Peter Olsthoorn (1960), ICT- en multimediajournalist
- Victor Scheffers (1960), olympisch roeier
- Peter-Paul Pigmans (1961-2003), diskjockey
- Ria Visser (1961), schaatser[3]
- Sven de Langen (1986), politicus
- Tim Vincken (1986), voetballer
- Tristan van der Lingen (1999), musicalacteur
- Anouk Koevermans (2002), tennisster

## Afbeeldingen

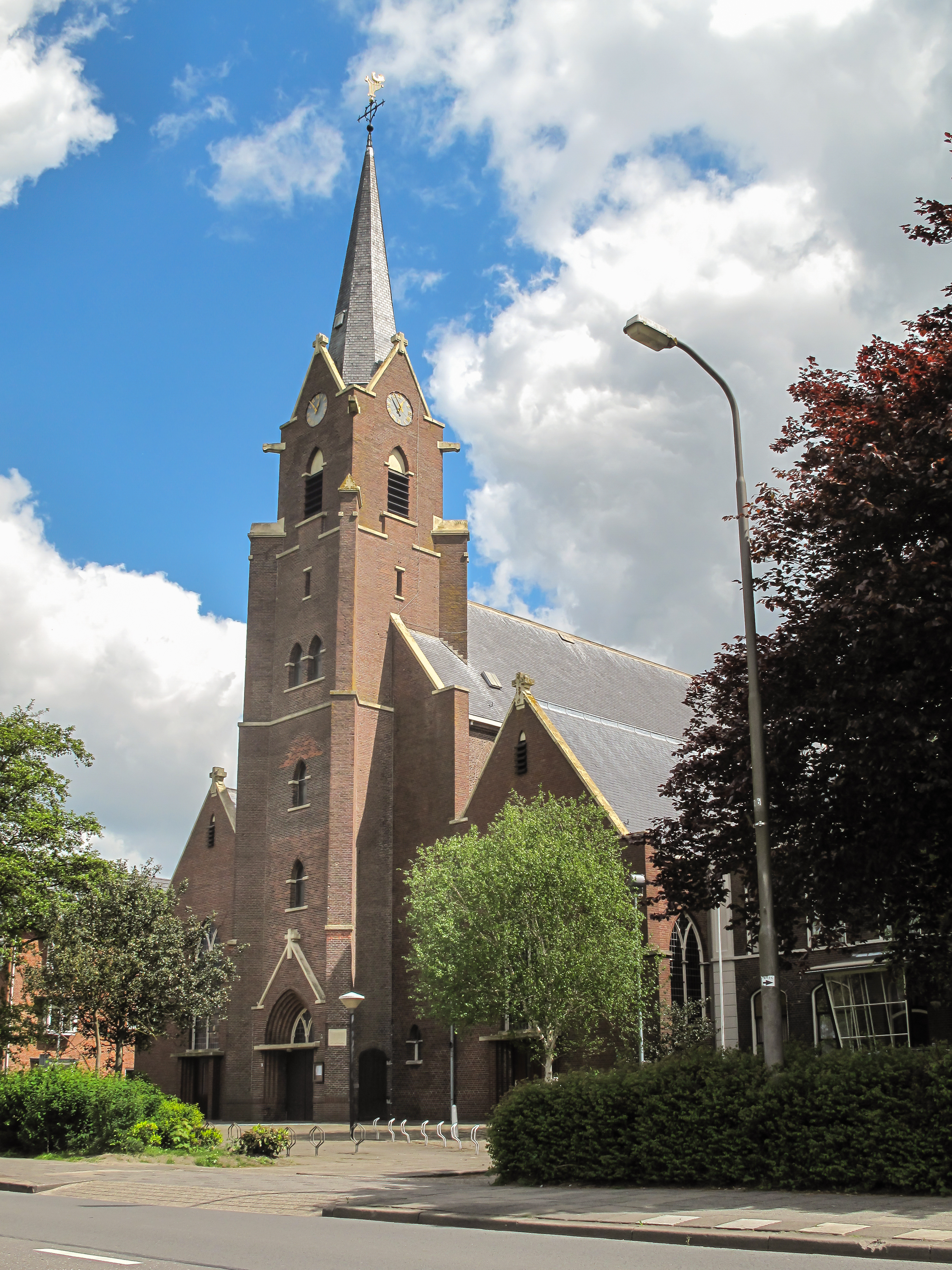
Berkel en Rodenrijs, Onze Lieve Vrouw Geboortekerk
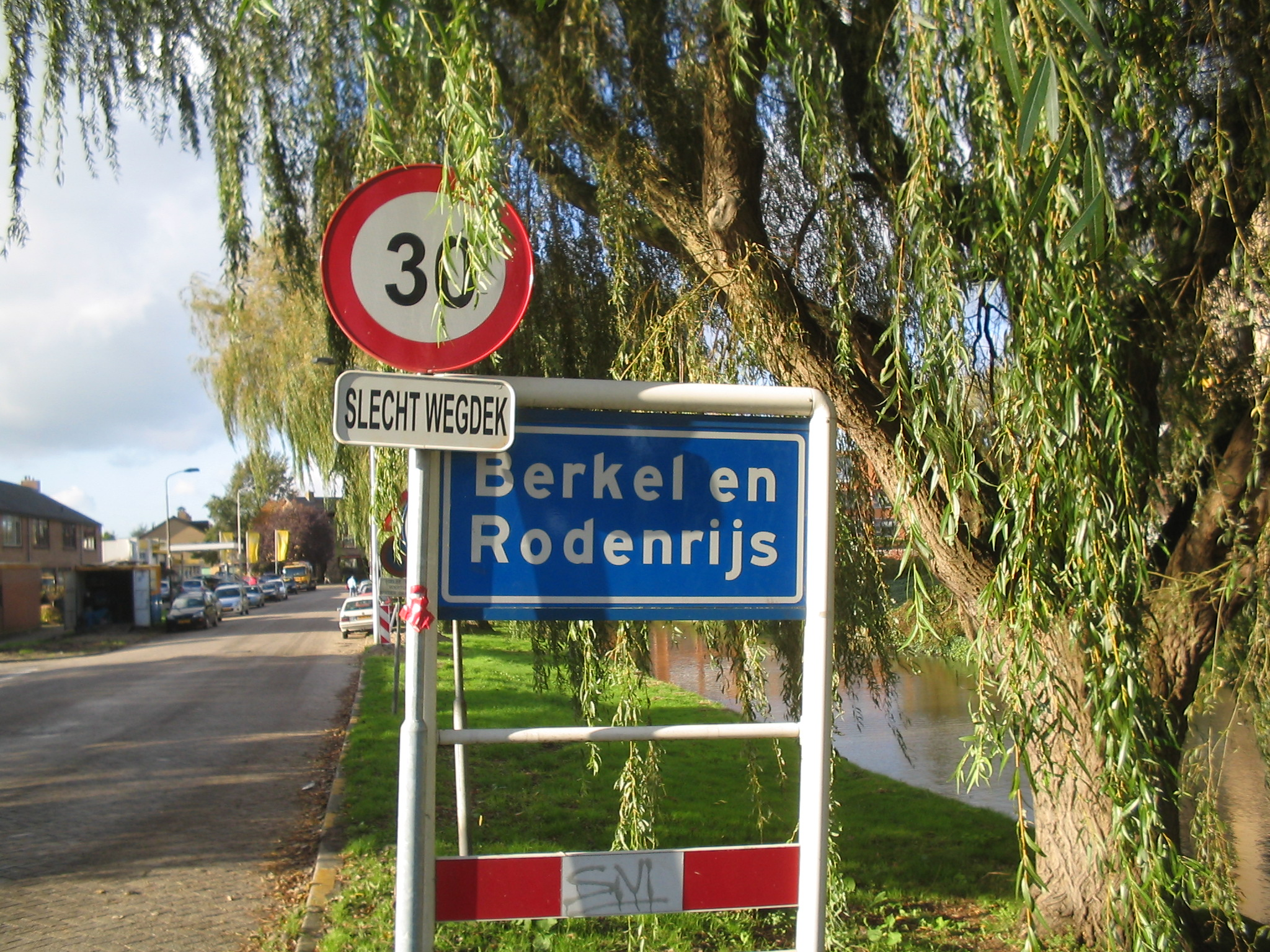
Plaatsnaambord Berkel en Rodenrijs
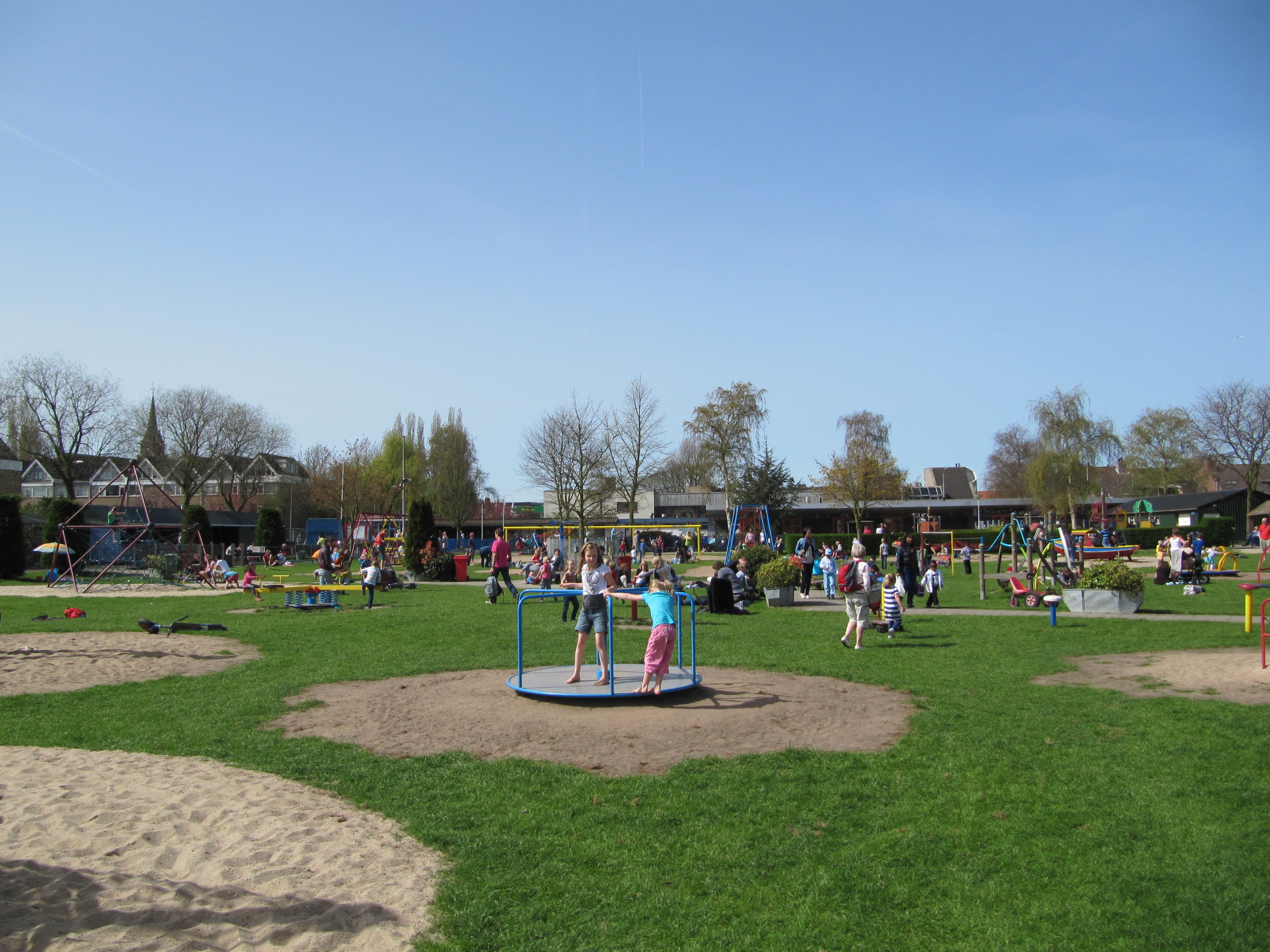
Speeltuin De Kievit